# Steven T. Berry
Steven Titus Berry (* 1959) ist ein US-amerikanischer Wirtschaftswissenschaftler und Hochschullehrer.

## Leben
Der 1959 geborene Berry absolvierte im Jahr 1980 einen B.A. an der Northwestern University. Anschließend wechselte er an die University of Wisconsin–Madison, wo er 1985 seinen M.S. und 1989 seinen Ph.D. abschloss. 1888 ging er als Assistant Professor an die Yale University, wurde 1993 Associate Professor und 1997 zum Professor berufen. 1999 übernahm er den nach James Burrows Moffatt benannten Lehrstuhl. Von Juli 2010 bis Januar 2013 war er zusätzlich Direktor der Division of Social Sciences. 2014 wechselte er auf den Lehrstuhl, der nach David F. Swensen, dem Investmentdirektor der Universität, benannt ist. 2018 wurde er zum Jeffrey Talpins Faculty Director des Tobin Center for Economic Policy in Yale ernannt.
Berry ist seit 1999 Fellow der Econometric Society und war von Juli 2006 bis 2009 Mitherausgeber der zur Gesellschaft gehörenden Zeitschrift Econometrica. Seit 2014 ist er Mitglied der American Academy of Arts and Sciences, seit 2025 Mitglied der National Academy of Sciences. Berry  war 2018 einer der Fellows bei der Gründung der International Association of Applied Econometrics. Er ist beim National Bureau of Economic Research in zwei Programmen zu Industrieökonomik sowie Produktivität, Innovation und Unternehmertum assoziiert.

## Forschung
Berry spezialisierte sich auf Ökonometrie und Industrieökonomik und arbeitete zu Produktdifferenzierung und Allgemeiner Gleichgewichtstheorie. Im Jahr 1996 wurde ein empirisches Papier über den Marktzutritt in der Luftfahrtindustrie mit der Frisch-Medaille ausgezeichnet.
Seit 2020 zählt ihn der Medienkonzern Clarivate zu den Favoriten auf einen Alfred-Nobel-Gedächtnispreis für Wirtschaftswissenschaften (Clarivate Citation Laureates) unter Verweis auf das mit James A. Levinsohn und seinem Doktorvater Ariel Pakes entwickelte Logit-Modell mit Zufallsparametern zur Bestimmung der Nachfrage. Dieses Modell erlaubt es, endogene Preise und Heterogenität von Konsumenten in die Bewertung von Produkteigenschaften einzubeziehen. Dadurch können realistischer Preiselastizitäten bestimmt werden.

## Ehrungen
- Frisch-Medaille, 1996

## Publikationen (Auswahl)
- Steven Berry, James Levinsohn, Ariel Pakes: Automobile Prices in Market Equilibrium. In: Econometrica 63.4, 1995, S. 841–890, doi:10.2307/2171802.
- Steven T. Berry: Estimating Discrete-Choice Models of Product Differentiation. In: The RAND Journal of Economics 25.2, 1994, S. 242–262, doi:10.2307/2555829.
- Steven T. Berry: Estimation of a Model of Entry in the Airline Industry. In: Econometrica 60.4, 1992, S. 889–917, doi:10.2307/2951571.